# Alexander Banor Tettey
Alexander Banor Tettey (n. 4 aprilie 1986, Acra, Ghana) este un fotbalist norvegian care joacă la clubul Stade Rennais FC.
 Norvegia